# Оденсе (футбольний клуб)
«Оденсе» (дан. Odense BK) — данський футбольний клуб з однойменного міста, заснований 1887 року. Виступає в данській Суперлізі.

## Склад команди
Станом на 30 квітня 2025
| №  | Поз. | Нац.      | Гравець                  |
| -- | ---- | --------- | ------------------------ |
| 1  | ВР   | Данія     | Мартін Гансен            |
| 2  | ЗХ   | Таїланд   | Ніколас Мікельсон        |
| 3  | ЗХ   | Данія     | Адам Серенсен            |
| 4  | ЗХ   | Данія     | Бйорн Паульсен (капітан) |
| 5  | ЗХ   | Сербія    | Михайло Іванчевич        |
| 6  | ПЗ   | Данія     | Якоб Бонде               |
| 7  | ПЗ   | Німеччина | Том Трібулль             |
| 10 | НП   | Гаїті     | Луїсіус Дон Дідсон       |
| 11 | ПЗ   | Данія     | Маркус Єнсен             |

| №  | Поз. | Нац.      | Гравець         |
| -- | ---- | --------- | --------------- |
| 14 | ЗХ   | Данія     | Густав Груббе   |
| 16 | ВР   | Норвегія  | Вільяр Мюра     |
| 17 | НП   | Данія     | Лука К'єррумгор |
| 18 | ПЗ   | Данія     | Макс Ейдум      |
| 20 | ЗХ   | Гана      | Лерой Овусу     |
| 24 | ЗХ   | Гамбія    | Яя Боянг        |
| 25 | ЗХ   | Швейцарія | Ніколя Бюргі    |
| 29 | ЗХ   | Гамбія    | Джеймс Гомес    |
| 31 | НП   | Суринам   | Джей-Рой Грот   |

## Досягнення
Чемпіонат Данії
- Чемпіон (3): 1977, 1982, 1989
- Срібний призер (6): 1951, 1983, 1993, 2009, 2010, 2011

Кубок Данії
- Володар кубка (5): 1983, 1991, 1993, 2002, 2007
- Фіналіст (2): 1974, 2022

Суперкубок Данії
- Фіналіст (1): 2002

Кубок УЄФА:
- Чвертьфіналіст (1): 1994/95